# Creone
Floriovaldo Alves Ferreira, mais conhecido como Creone (Frutal, 28 de julho de 1940), é um cantor brasileiro de música sertaneja, que ganhou destaque nacional por integrar a segunda formação do Trio Parada Dura.

## Biografia
Floriovaldo nasceu no então distrito Comendador Gomes, município de Frutal, Minas Gerais. Iniciou sua carreira artística nos anos 1970 fazendo dupla com Barrerito e posteriormente formou o conjunto sertanejo Trio Parada Dura em 1976, ao lado de Barrerito e Mangabinha.
Em 1981, com o lançamento do LP Último Adeus, o Trio Parada Dura atingiu o sucesso nacional interpretando "Fuscão Preto" e Arapuca", que se tornaram dois dos maiores clássicos da música sertaneja brasileira.
Em 1983, mais sucesso, desta vez com "Panela Velha", do LP Alto Astral.
Em 1998, Creone, ao lado de Barrerito e Voninho, formou o Trio Alto Astral, que teve vida curta, devido à morte por infarto do cantor Barrerito poucos meses após a formação do grupo.
Creone retornou ao Trio Parada Dura em 1999 e lá permaneceu até 2006. Após a separação do trio, Creone fez dupla com Parrerito, irmão do cantor Barrerito, a dupla foi intitulada de Os Parada Dura e mais tarde tornou-se trio novamente com a presença do sanfoneiro Xonadão (Carlos Rezende, ou Francisco Carlos de Rezende). Em 2013, o trio mudou de nome para Trio do Brasil.
Em 2015, após o falecimento de Mangabinha, a família cedeu o direito de explorar o nome Trio Parada Dura para Parrerito, Creone e Xonadão, e assim formaram a quinta formação do Trio Parada Dura. Esta última formação durou até 2020, após o falecimento de Parrerito.